# Parapropalaehoplophorus septentrionalis
Parapropalaehoplophorus septentrionalis fou una espècie relativament petita (en comparació amb, per exemple, Glyptodon) de gliptodontí i un parent extint dels armadillos d'avui en dia. Aquest mamífer, identificat el 2007 a partir de les restes fossilitzades d'un espècimen trobades el 2004, pesava uns 90 quilograms i tenia una closca coberta per petits bonys circulars. Vivia al nord de Xile, en una àrea actualment dominada per la serralada dels Andes, fa uns 18 milions d'anys.